# Emilio Fernández Pertierra
Emilio Fernández Pertierra (Oviedo, 28 de gener de 1974) és un exfutbolista i entrenador asturià.
Com a jugador, ocupava la posició de migcampista. Va sorgir del Juventud Estadio per passar a les categories inferiors del Reial Oviedo, fins a jugar dos partits amb el primer equip a la temporada 95/96. Després va jugar al CE Sabadell, Getafe CF, Universidad de Oviedo i Lealtad de Villaviciosa.
Després de retirar-se com a futbolista, va iniciar la seua trajectòria com a entrenador. Ha dirigit equips asturians: Lealtad juvenil, Mosconia (en dues ocasions) i a l'Oviedo Astur.